# Thám tử phố Hoa 2
Thám tử phố Tàu 2 (tiếng Anh: Detective Chinatown 2, tiếng Trung: 唐人街探案 2) là một bộ phim trinh thám hài hước Trung Quốc 2018 do Trần Tư Thành đạo diễn và viết kịch bản, với sự tham gia của Vương Bảo Cường và Lưu Hạo Nhiên. Đây là phần tiếp theo của Thám tử phố Tàu 2015, bộ phim được phát hành tại Trung Quốc vào ngày 16 tháng 2 năm 2018. Phim đã thu về hơn 544 triệu đô la Mỹ trên toàn thế giới, trở thành bộ phim có doanh thu cao thứ năm mọi thời đại ở Trung Quốc.
Phần tiếp theo, Thám tử phố Tàu 3, đã được phát hành vào ngày 12 tháng 2 năm 2021.

## Nội dung
Tần Phong (Lưu Hạo Nhiên) tưởng rằng anh sẽ tham dự đám cưới của người cậu phương xa Đường Nhân (Vương Bảo Cường), nhưng Đường Nhân đã lừa dối Tần Phong đến New York với mục đích khác.
'Bố Già' của Khu phố người Hoa New York, Bác Qi (Tăng Giang), đã tập hợp những thám tử giỏi nhất thế giới từ một ứng dụng có tên là Crimaster (cho phép các thám tử tải lên các vụ án của họ để cộng đồng mạng giải quyết chúng) và thiết lập một cuộc thi để tìm ra kẻ giết cháu mình trong một tuần với phần thưởng năm triệu đô la Mỹ. Cháu trai Jason của ông được tìm thấy trong một ngôi đền với trái tim bị vỡ nát và một biểu tượng không xác định trên bàn gần anh ta.
Bất ngờ thay, Tần Phong, thám tử hàng đầu thế giới và là thám tử đứng thứ hai trên ứng dụng Crimaster, nhận thấy một vụ giết người tương tự khác ở sông Hudson một tuần trước khi cuộc điều tra bắt đầu. Một phụ nữ da trắng cũng bị giết nhưng bị mất quả thận. Hai người đàn ông đã xem các video giám sát của hai vụ án và phát hiện ra rằng một người đàn ông xuất hiện ở cả hai hiện trường vụ án. Họ xác định người đàn ông là Tống Nghĩa (Tiêu Ương). Tuy nhiên, sau khi quan sát thấy Tống Nghĩa thuận tay phải, Tần Phong kết luận rằng anh ta không thể là kẻ giết người vì bằng chứng cho thấy kẻ giết người thuận tay trái. Trong khi Tần Phong và Đường Nhân đã nghĩ Tống Nghĩa không phải là kẻ giết người, điều này nhận được sự đồng thuận của những người khác, và vì vậy bộ đôi phải xóa tên của Tống Nghĩa và tìm ra kẻ giết người thực sự.
Cuối cùng, với sự giúp đỡ của kiến thức về phong thủy của Đường Nhân, Tần Phong đã phát hiện ra động cơ của kẻ giết người. Từ những địa điểm kỳ lạ của các vụ giết người, thời gian gây án, tám kí tự trong ngày sinh của nạn nhân và nội tạng, anh kết luận rằng toàn bộ New York đang được sử dụng như một bàn thờ (Các yếu tố lửa, nước, gỗ, kim loại và đất được sử dụng để xác định vị trí, ngày tháng và cơ quan nội tạng tương ứng sẽ được loại bỏ).
Cuối cùng, họ phát hiện ra rằng vị tiến sĩ James Springfield (Michael Pitt), người đang chiến đấu với căn bệnh ung thư tin rằng thực hiện các nghi lễ của Đạo giáo cổ đại có thể ban cho anh ta sự bất tử, và là kẻ đứng sau các vụ giết người. Tiến sĩ tự sát sau khi bị phát hiện.
Tần Phong suy luận rằng Tống Nghĩa thực sự là người đàn ông bí ẩn "Q", thám tử cấp cao nhất của Crimaster. Tống Nghĩa đã giải quyết vụ án từ rất sớm và sử dụng các mô hình của tiến sĩ để che đậy việc giết người của một tên trùm buôn bán tình dục, kẻ đã bắt cóc em gái của anh ta. Tần Phong để anh ấy đi, nhưng sau đó KIKO (Thượng Ngữ Hiền) tiết lộ rằng địa chỉ IP của "Q" không xác định vị trí của anh ấy ở Mỹ, khiến Tống Nghĩa không thể coi là "Q". Do đó, "Q" vẫn là bí ẩn.

## Diễn viên
- Vương Bảo Cường vai Đường Nhân (tiếng Trung: 唐仁), người cậu họ xa của Tần Phong và một kẻ lừa đảo người Thái gốc Hoa đến New York để giải quyết một vụ án có thật.
- Lưu Hạo Nhiên vai Tần Phong (tiếng Trung: 秦风), cháu trai của Đường Nhân và là một trong những thám tử giỏi nhất thế giới. Anh ấy là thám tử hàng đầu thế giới trong bảng xếp hạng của Crimaster (một ứng dụng cho phép các thám tử thực sự tải lên các vụ án của họ để cộng đồng trực tuyến giải quyết chúng).
- Tiếu Ương vai Tống Nghĩa (tiếng Trung: 宋义), một người đàn ông là nghi phạm chính vụ giết cháu trai của Bác Qi và một trong những người bị nghi ngờ là Q, thám tử cấp cao nhất của Crimaster.
- Natasha Liu Bordizzo vai Trần Anh (tiếng Trung: 陈英), là một sĩ quan , một thám tử NYPD người Mỹ gốc Hoa và là người tình của Đường Nhân.
- Thượng Ngữ Hiền vai KIKO, một hacker đến từ Hồng Kông, người chuyên giải quyết các vụ án bằng cách hack cơ sở dữ liệu của cảnh sát và đánh cắp chúng và là số 5 của Crimaster. Biệt danh của cô ấy là "Ultimate Computer Hacker" và cô ấy là tình yêu của Tần Phong.
- Brett Azar vai Wild Bull Billy, một thám tử khó tính đến từ Hoa Kỳ và là một cựu binh của Quân đội Hoa Kỳ. Anh ta là số 9 của Crimaster và nổi tiếng với việc sử dụng bạo lực cực đoan và vũ phu để giải quyết tội phạm.
- Bạch Linh vai Aaimali Kunana, một thám tử tâm linh điên rồ đến từ Indonesia và là số 7 của Crimaster. Cô nổi tiếng với việc sử dụng các kỹ năng tâm linh và siêu nhiên để giải quyết các vụ án.
- Benja Kay Thomas trong vai Thám tử Charlene the Church Lady! Cô ấy nổi tiếng với kỹ năng Kung Fu của mình.
- Vương Tấn vai Lục Quốc Phú (tiếng Trung: 陆国富),
- Yang Jinci vai Mã Kiểm (mặt giống ngựa) (tiếng Trung: 马脸)
- Nguyên Hoa vai Mạc Hữu Can (tiếng Trung: 莫友乾)
- Satoshi Tsumabuki vai Hiroshi Noda (Tiếng Trung: 野 田 宏,Tiếng Nhật: 野 田 浩, Noda Hiroshi), thám tử hàng đầu đến từ Nhật Bản và là số 3 của Crimaster. Anh ta được coi là đối thủ chính của nhân vật chính Tần Phong, do kỹ năng điều tra gần như hoàn hảo, khiến Tần Phong không hài lòng.
- Michael Pitt vai tiến sĩ James Springfield
- Tăng Giang vai Qishu (chú Qi), "Bố Già" của khu phố người Hoa New York và là người cầm đầu của mafia Trung Quốc ở địa phương.

## Tiếp nhận

### Doanh thu
Thám tử phố Tàu 2 kiếm được 541,1 triệu đô la tại Trung Quốc và 3 triệu đô la ở các quốc gia khác, với tổng số tiền trên toàn thế giới là 544,1 triệu đô la.

### Phản ứng quan trọng
Trên trang web tổng hợp đánh giá Rotten Tomatoes, bộ phim có tỷ lệ phê duyệt là 54% dựa trên 13 đánh giá và xếp hạng trung bình là 5,1/10. Trên Metacritic, chỉ định mức bình thường hóa, bộ phim có điểm trung bình có trọng số là 52 trên 100, dựa trên 4 nhà phê bình, chỉ ra "đánh giá hỗn hợp hoặc trung bình". Douban Trung Quốc đã cho bộ phim đánh giá người dùng 6.7/10. Tianjin Maoyan Culture Media đã cho bộ phim xếp hạng 9.0 dựa trên 23 triệu xếp hạng.

### Giải thưởng và đề cử
| Lễ trao giải                                     | Thể loại                                 | Nhận thưởng           | Kết quả   | Nguồn  |
| ------------------------------------------------ | ---------------------------------------- | --------------------- | --------- | ------ |
| Beijing College Student Film Festival lần thứ 25 | Students' Choice Award for Favorite Film | Detective Chinatown 2 | Đoạt giải | [ 13 ] |
| Giải Bách Hoa lần thứ 34                         | Best Picture                             | Detective Chinatown 2 | Đề cử     | [ 14 ] |
| Giải Bách Hoa lần thứ 34                         | Best Director                            | Trần Tư Thành         | Đề cử     | [ 14 ] |
| Giải Bách Hoa lần thứ 34                         | Best Writing                             | Trần Tư Thành         | Đề cử     | [ 14 ] |
| Giải Bách Hoa lần thứ 34                         | Best Actor                               | Lưu Hạo Nhiên         | Đề cử     | [ 14 ] |
| Giải Bách Hoa lần thứ 34                         | Best Newcomer                            | Shang Yuxian          | Đề cử     | [ 14 ] |
| Jackie Chan Action Movie Awards lần thứ 4        | Best Action Stuntman                     | Long Cuilong          | Đoạt giải | [ 15 ] |
| Jackie Chan Action Movie Awards lần thứ 4        | Best Action Choreographer                | Wu Gang               | Đoạt giải | [ 15 ] |